# Ankylopteryx (Ankylopteryx) fastuosa
Ankylopteryx (Ankylopteryx) fastuosa is een insect uit de familie van de gaasvliegen (Chrysopidae), die tot de orde netvleugeligen (Neuroptera) behoort. 
Ankylopteryx (Ankylopteryx) fastuosa is voor het eerst wetenschappelijk beschreven door Navás in 1929.